# Mahnmal Solinger Bürger und Bürgerinnen

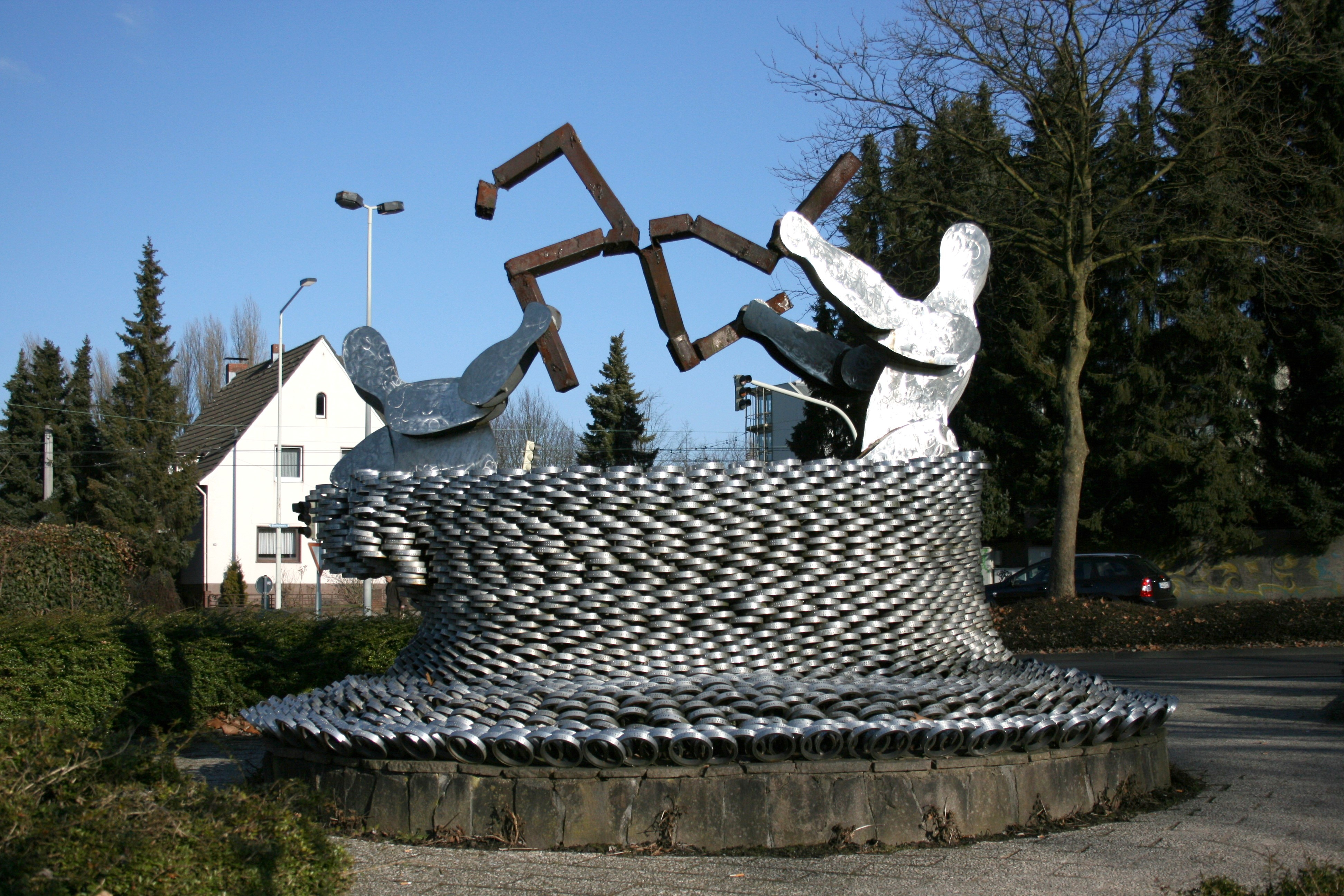
Mahnmal Solinger Bürger und Bürgerinnen

Das Mahnmal Solinger Bürger und Bürgerinnen, auch Solinger Mahnmal genannt, ist eine Skulptur in der bergischen Großstadt Solingen. Das 1994 in zivilgesellschaftlichem Engagement geschaffene Mahnmal erinnert an den rechtsextremen Brandanschlag von Solingen im Jahr 1993. Es gilt als lebendiges Mahnmal, das jährlich um 150 bis 200 Stahlringe anwächst, auf denen die Namen ihrer Spender eingraviert sind.

## Standort
Das Mahnmal befindet sich auf dem Gelände des Mildred-Scheel-Berufskollegs an der Beethovenstraße 225 im Stadtteil Merscheid. Es liegt nördlich der Schule an einem Zugangsweg, der von der Untengönrather Straße abzweigt.

## Beschreibung

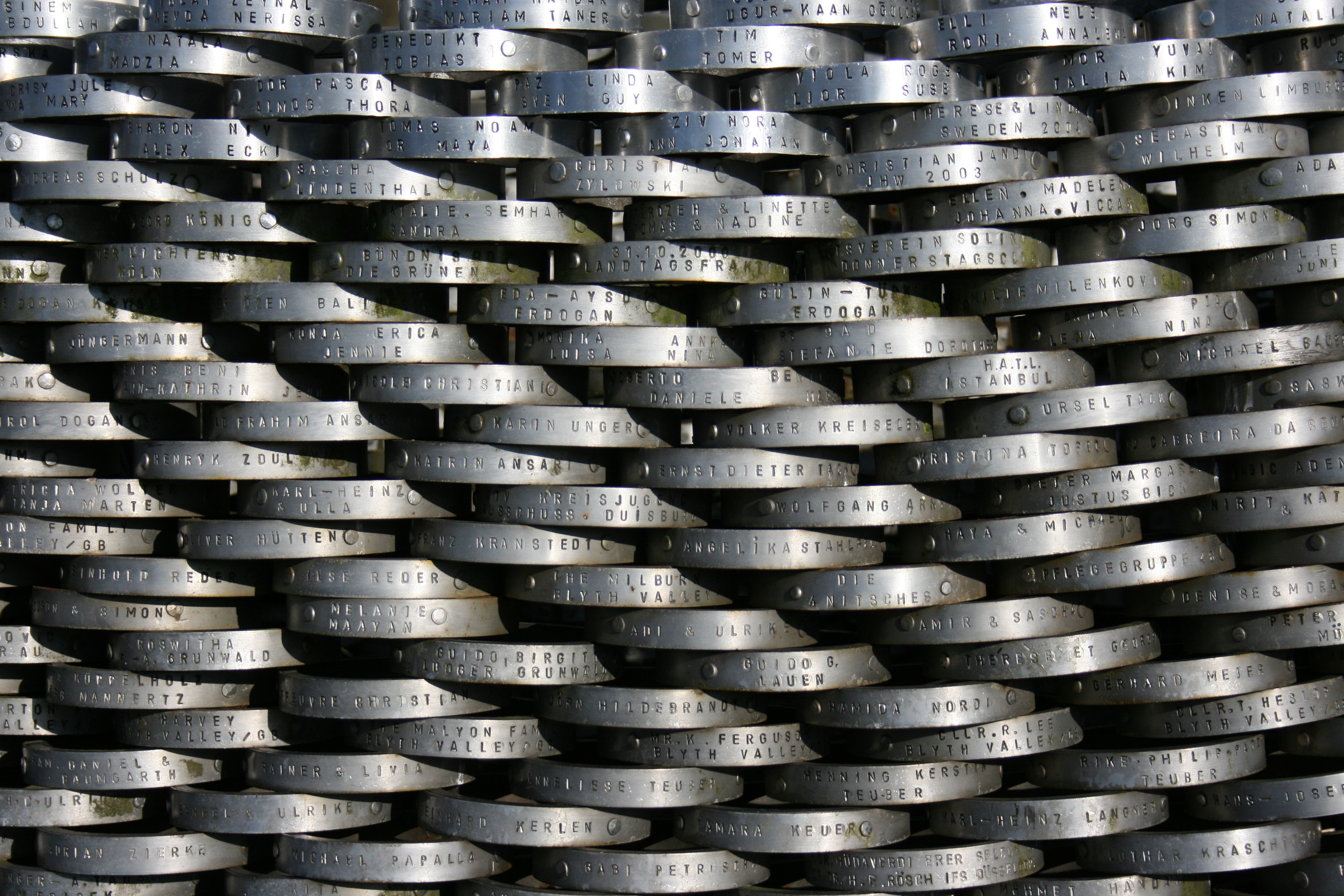
Ringe am Mahnmal

Das von Sabine Mertens entworfene und von der Jugendhilfewerkstatt unter Heinz Siering ausgeführte Mahnmal steht auf einer achteckigen mit Betonplatten gepflasterten Fläche, die von einer Hecke eingefasst wird. Es besteht aus zwei stilisierten menschlichen Figuren aus Stahlblech, die ein kupfernes Hakenkreuz auseinanderreißen. Um die Skulptur sind zahlreiche Stahlringe mit eingravierten Namen von Solinger Bürgerinnen und Bürgern sowie Gästen angeordnet, die sich dem Gedenken angeschlossen haben. Diese Ringe können weiterhin gestiftet werden und bilden einen wachsenden Wall um das Mahnmal. Das ursprüngliche Ziel, die Figuren und das Hakenkreuz von Ringen zu überdecken, wurde 2018 aufgegeben. Aufgrund des wieder anwachsenden Rechtsextremismus in Deutschland soll beides auch künftig weiter sichtbar bleiben.

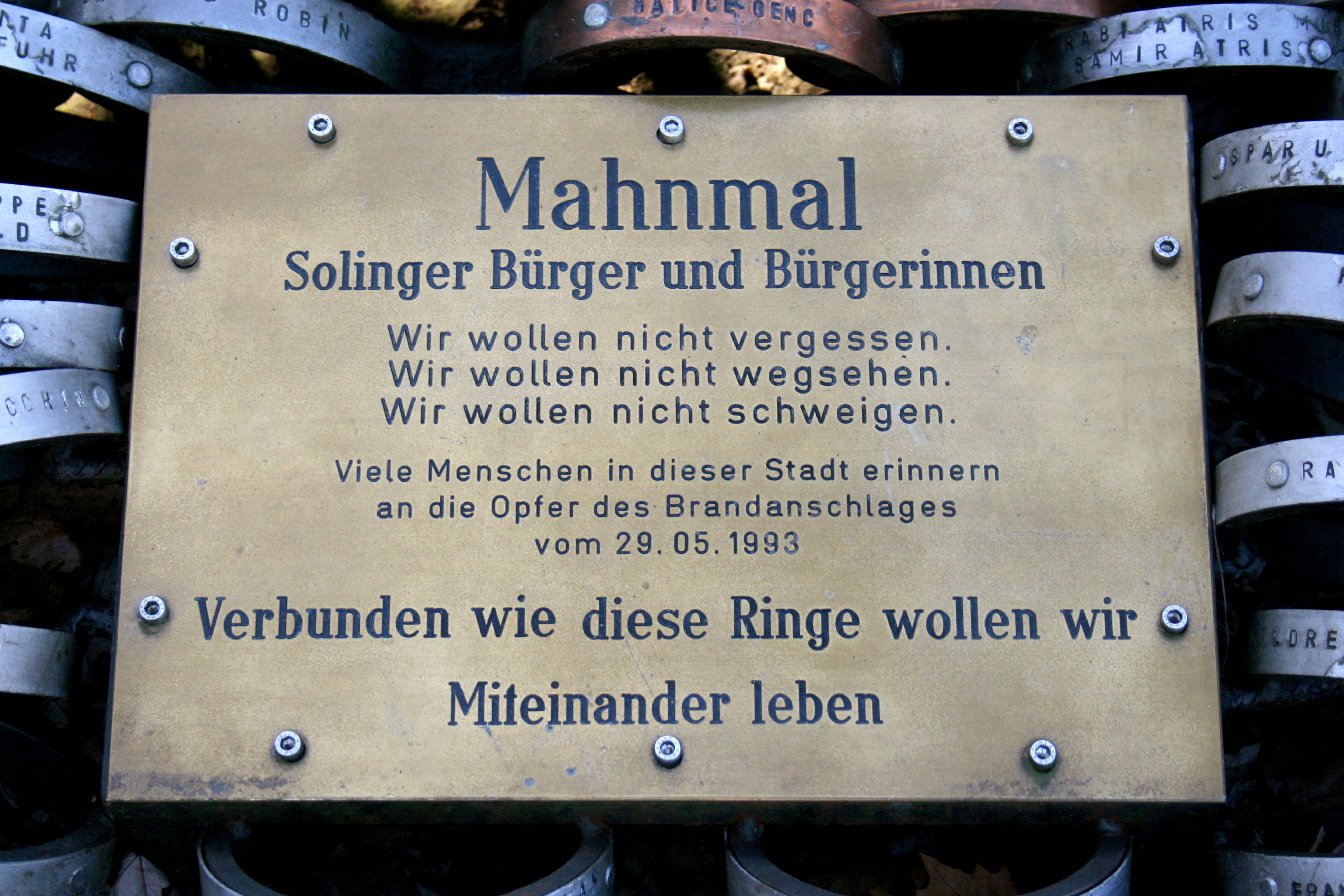
Gedenktafel am Mahnmal

Im Zentrum befinden sich fünf Rosen aus Stahl und darunter fünf Kupferringe mit den Namen der fünf Opfer: Gürsün Ince, Hatice Genç, Gülüstan Öztürk, Hülya Genç und Saime Genç. Eine Gedenktafel am Mahnmal trägt die folgende Inschrift:
Solinger Bürger und Bürgerinnen

Wir wollen nicht vergessen.

Wir wollen nicht wegsehen.

Wir wollen nicht schweigen.

Viele Menschen in dieser Stadt erinnern

an die Opfer des Brandanschlages

vom 29. 05. 1993

Verbunden wie diese Ringe wollen wir

## Geschichte

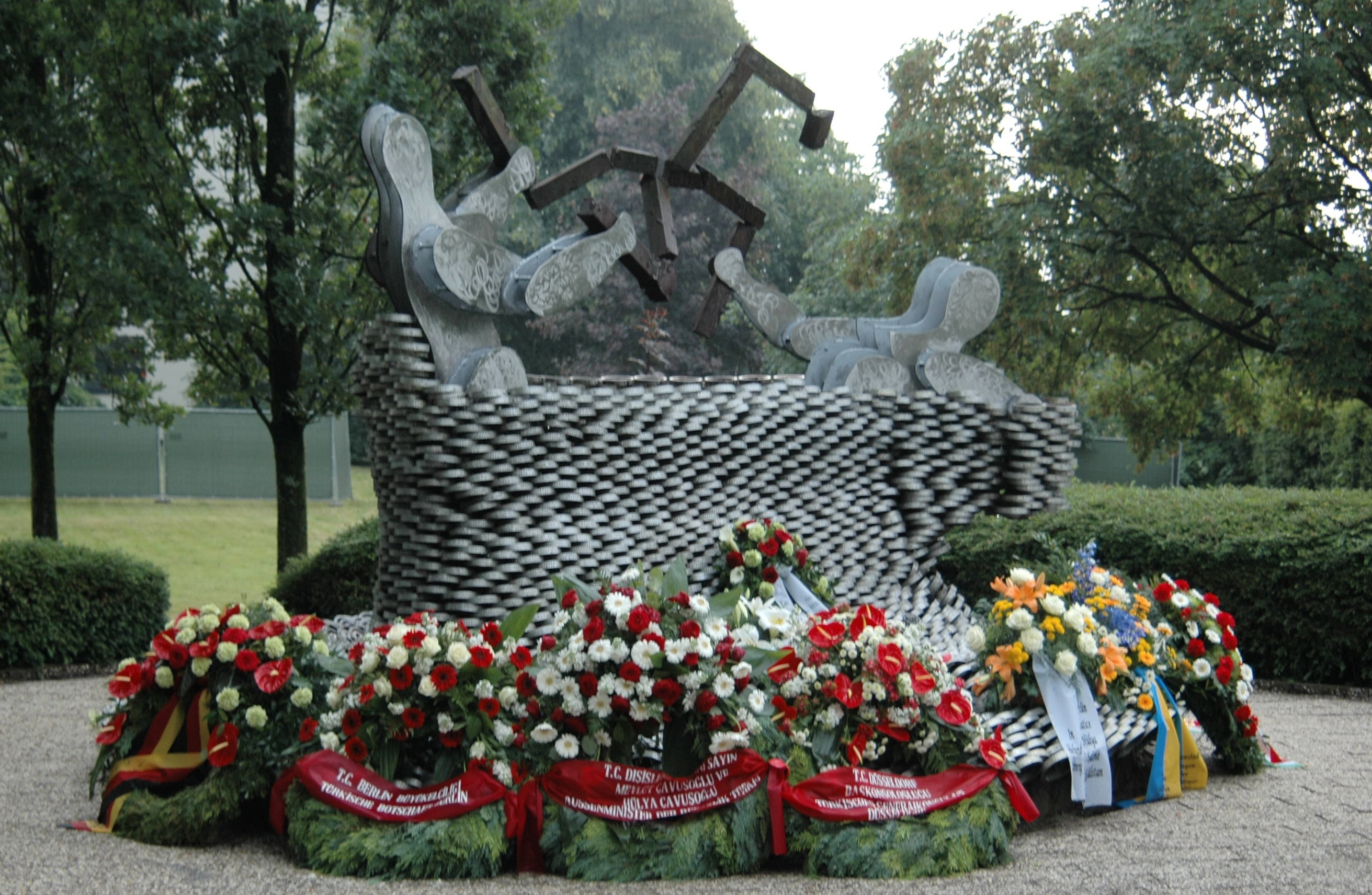
Gedenken zum 25. Jahrestag des Brandanschlags 2018

Nach dem Brandanschlag am 29. Mai 1993 entstand in Solingen eine öffentliche Debatte über einen zentralen Gedenkort in Solingen-Mitte. Diese stand noch ganz am Anfang, als die Jugendhilfewerkstatt Solingen unter der Leitung von Heinz Siering ein Mahnmal anfertigte, das bereits zum ersten Jahrestag des Brandanschlags am 29. Mai 1994 eingeweiht wurde. Es wurde mit Unterstützung des damaligen Schulleiters des Mildred-Scheel-Berufskollegs, Frank Plümacher, auf dem dortigen Schulgelände aufgestellt. Die Bevölkerung nahm mit einer Menschenkette großen Anteil an der Einweihung und reichte die ersten fünf Ringe mit den Namen der fünf Opfer von dem Brandhaus an der Unteren Wernerstraße 81 bis zum Standort des Mahnmals durch.
Seit 1994 wird am Mahnmal jährlich der Opfer des Brandanschlags gedacht. Es entwickelte sich zu einem zentralen Ort der Solinger Erinnerungskultur, das auch überregional Beachtung findet. So war es im Jahr 2018 etwa Bestandteil der Ausstellung zu 75 Jahre Nordrhein-Westfalen im Haus der Geschichte NRW. Eine 2020 erschienene Studie der Hebräischen Universität Jerusalem würdigte das Mahnmal für seinen sichtbaren Bezug zum Holocaust durch das zerstörte Hakenkreuz.
Zum 30. Jahrestag des Brandanschlags 2023 wurden neben dem Mahnmal sechs Informationstafeln aufgestellt, die an die fünf Opfer und an Mevlüde Genç erinnern. Auf Antrag der Jugendhilfewerkstatt wurde das Mahnmal im März 2023 schließlich unter Denkmalschutz gestellt.